# うしかい座イータ星
うしかい座η星（うしかいざイータせい、η Boo / η Boötis）は、うしかい座の恒星で3等星。

## 概要
黄色準巨星。赤色巨星への進化を始めた段階であると考えられている。金属量は太陽の約2倍と、珍しい金属過剰星（SMR星）である。また分光連星でもあり、おそらく白色矮星と思われる天体が約1.35年の周期で周っている。

## 名称
固有名のムフリッド (Muphrid) は、アラビア語で「武装したシマーク」または「槍持ちのシマーク」という意味の al-simāk al-rāmiḥ に由来する。この言葉は元々α星のことを指しており、「シマーク (simāk)」の正確な意味はわかっていない。やがてこの「槍」を表す星々が別途設けられ、η星を含む近隣の星々が槍に見立てられたり、あるいはη星が「単独で（アラビア語で mufradan ）」槍に見立てられたりした。その後、このmufradanが星の名前の一部として誤認され、 mufrad al-rāmiḥ と書かれるようになった。さらに略された際に誤って Muphrid とされ、η星の名前に使われるようになったものである。2016年9月12日に国際天文学連合の恒星の命名に関するワーキンググループ (Working Group on Star Names, WGSN) は、Muphrid をうしかい座η星の固有名として承認した。